# Gérald Cid
Gérald Cid est un footballeur français né le 17 février 1983 à Talence. En 2010, il prend sa retraite à l'âge de 27 ans.

## Biographie
Il effectue ses années lycéennes à Gradignan dans le lycée des Graves. Formé aux Girondins de Bordeaux, Cid et son équipe perdent en finale du championnat de France des moins de 17 ans 2000-2001 face au FC Metz (2-1) d'Emmanuel Adebayor.
Il joue ses premiers matches et fait ses preuves avec Bordeaux durant la saison 2006-07 notamment en Ligue des champions.
En février 2007, il annonce qu'il jouera la saison 2007-08 avec le club de Bolton dans le championnat anglais. Il ne parvient pas à avoir d'impact significatif dans l'équipe et quitte son nouveau club dès janvier 2008 pour l'OGC Nice. Le 16 juillet 2010, il quitte le club de l'OGC Nice et met un terme à sa carrière à seulement 27 ans, déclarant que le football a trop changé pour lui et déclare vouloir retourner dans les environs de Bordeaux pour une reconversion en dehors du monde du football.
Au total, il joue soixante-et-un matchs en Ligue 1, vingt-quatre  en Ligue 2, deux en Ligue des Champions, sept en Coupe de l'UEFA et sept autres en Premier League.
Directeur technique du club des Coqs Rouges de Gradignan de 2010 à 2013, il devient directeur de la formation de l'US Lège Cap Ferret en mai 2013.